# Moskous-Litouwse Oorlogen

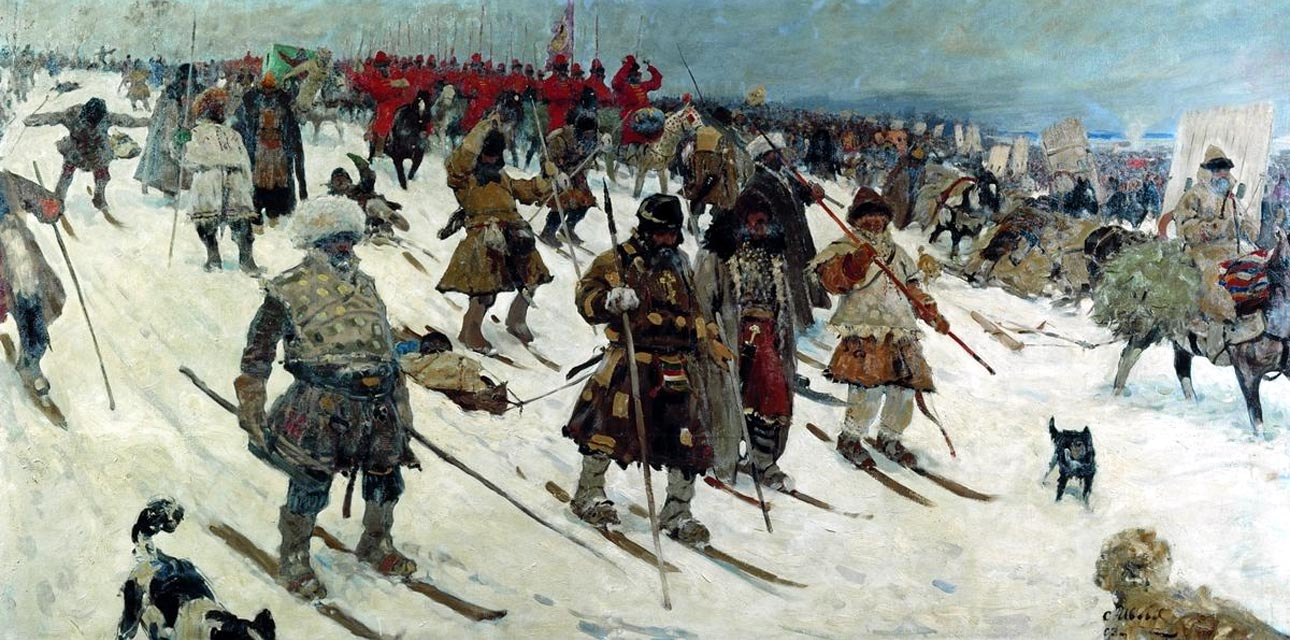
Moskouse militaire campagne tegen Litouwen, geschilderd door Sergej Ivanov (1903).

De Moskous-Litouwse Oorlogen (ook bekend als de Russisch-Litouwse Oorlogen, of slechts de Moskouse Oorlogen of Litouwse Oorlogen) was een reeks van oorlogen tussen het groothertogdom Litouwen in alliantie met het koninkrijk Polen en het grootvorstendom Moskou die tussen 1492 en 1583 werden uitgevochten.

## Achtergrond
Na de Val van Constantinopel in 1453 groeide in Moskou het idee dat zij het "Derde Rome" waren. Grootvorst Ivan III van Moskou nam de tweekoppige Byzantijnse adelaar als embleem over en verspreidde het idee dat hij de opvolger was van de Romeinse caesars. Tevens ging na de Val van Constantinopel het gezag van de patriarch van Constantinopel over naar de aartsbisschop van Moskou en zouden alle orthodoxe slaven onder diens gezag vallen, waaronder de orthodoxen die in het groothertogdom Litouwen leefden. Door de ideologie van het "Derde Rome" had het Rooms-Katholieke groothertogdom in de ogen van de Moskovieten dan ook geen bestaansrecht en hadden zij de goddelijke en imperiale missie om het gehele oude Roes te verenigen onder de Moskouse heerschappij. Deze ideologie verschafte de Moskovieten regelmatig een casus belli voor een oorlog tegen het groothertogdom.

## Oorlogen
- Eerste Moskous-Litouwse Oorlog (1492-1494)
- Tweede Moskous-Litouwse Oorlog (1500-1503)
- Derde Moskous-Litouwse Oorlog (1507-1508)
- Vierde Moskous-Litouwse Oorlog (1512-1522)
- Vijfde Moskous-Litouwse Oorlog (1534-1537)
- Lijflandse Oorlog